# Bailey Peninsula
Bailey Peninsula är en udde i Antarktis. Den ligger i Östantarktis. Australien gör anspråk på området.
Terrängen inåt land är platt åt sydväst, men österut är den kuperad. Havet är nära Bailey Peninsula åt nordväst. Trakten är glest befolkad. Närmaste befolkade plats är Casey Station, 0,47 kilometer nordväst om Bailey Peninsula. 